# Mariage homosexuel en Roumanie
- Mariage homosexuel
- Autre type de partenariat (ou concubinage)
- Cohabitant enregistré
- Mariage reconnu dans une mesure limitée mais non célébré
- Unions de personnes de même sexe non reconnues
- Mariage interdit par la Constitution

Le mariage homosexuel n'est actuellement pas reconnu en Roumanie, néanmoins depuis 2008, plusieurs projets de loi et de révision constitutionnelle ont été déposés afin soit de le légaliser soit de clairement l'interdire, dont un référendum en 2018 n'ayant pas eu d'effets législatifs faute d'une participation suffisante.

## Tentative de définition constitutionnelle du mariage
En juin 2013, la commission chargée de la révision de la Constitution roumaine adopte un amendement définissant le mariage comme « une relation consensuelle entre un homme et une femme ». Face aux réactions de la société civile, un nouveau vote de la commission de révision de la Constitution se tient, aboutissant à un maintien de la formulation antérieure, « entre époux », lorsqu'il est fait référence aux couples mariés.

## Projets de loi

### Péter Eckstein-Kovács
Le 23 février 2008, le sénateur de l'Union démocrate magyare de Roumanie, Péter Eckstein-Kovács propose la légalisation d'un partenariat civil, qui accorderait une reconnaissance à tous couples non-mariés. Eckstein-Kovács explique alors que le Code civil « a été adopté il y a plus de 50 ans et qu'il ne reflète plus la réalité sociale, tant pour les homosexuels que pour les hétérosexuels ». Bien que déposé en juin 2008, ce projet de loi ne connaît pas de suite, après les élections législatives de 2008.

### Viorel Arion
Un autre projet de loi est au Sénat déposé par Viorel Arion, député du Parti démocrate-libéral, en février 2011, afin d'accorder aux couples non-mariés, dont les couples de même sexe, quelques droits accordés aux couples mariés. Le projet de loi reçoit l'avis favorable de la Commission législative de la Chambre des députés, mais est rejeté par le gouvernement Boc II, sous prétexte que le Code civil ne reconnaît que le mariage entre un homme et une femme..

### Remus Cernea
En avril 2013, le député vert Remus Cernea annonce son intention d'introduire un projet de loi pour instaurer un contrat d'union civile pour tous les couples, suscitant de vives réactions des opposants, certaines personnalités politiques allant jusqu'à qualifier les personnes homosexuelles de « malades ». Le projet de loi est rejeté à l'unanimité par la Commission juridique de la Chambre des Députés en mars 2014, Remus Cernea saisissant plus tard le bureau de la Chambre, pour motif de quorum insuffisant lors du vote et falsification de vote

## Prise de position des partis
En 2017, un référendum est attendu sur l'inscription d'une définition strictement hétérosexuelle du mariage dans la constitution. L'ensemble des partis roumains se prononce en faveur d'un tel changement à l'exception de l'Union sauvez la Roumanie, arrivée troisième lors des élections législatives de 2016 avec près de 9 % des voix, qui annonce être favorable à l'ouverture du mariage aux couples homosexuels. Le 1er juin cependant, son fondateur, Nicușor Dan, démissionne de son poste de président du parti à la suite de cette décision.
Le Référendum constitutionnel roumain de 2018 voit la redéfinition du mariage sous un sens strictement hétérosexuel approuvée par 93,40 % des votants, mais avec un taux de participation de seulement 21,10 %. Ce dernier, bien en deçà du quorum de 30 %, entraine l'invalidation du résultat.